# Gran Torino
Pour les articles homonymes, voir Ford Torino.
Pour plus de détails, voir Fiche technique et Distribution.
Gran Torino est un film américain réalisé par Clint Eastwood et sorti en 2008. Écrit par Nick Schenk d'après une histoire de Dave Johannson et Nick Schenk, ce film met en scène Clint Eastwood dans le rôle principal aux côtés des acteurs non professionnels Bee Vang et Ahney Her. La société du réalisateur, Malpaso Productions, le coproduit avec la Warner Bros., qui en assure aussi la distribution.
Le film suit Walt Kowalski raciste et irascible, qui vient de perdre sa femme. Une nuit, il surprend Thao, un de ses jeunes voisins d'origine Hmong, en train d'essayer de voler sa Ford Gran Torino 1972, dans le cadre d'une épreuve imposée par le gang qui veut le recruter. Cet événement fera évoluer les rapports du jeune homme et de sa famille avec Kowalski.
Gran Torino marque le retour de Clint Eastwood en tant qu'acteur, quatre ans après Million Dollar Baby. La distribution comporte une majorité d'acteurs hmong. On peut aussi apercevoir Scott Eastwood, fils du réalisateur, dans un rôle secondaire. La musique est composée par l'aîné de ses fils, Kyle.
C'est un succès auprès du public et de la critique, engendrant 269 millions de dollars à travers le monde. Le film obtient le César du meilleur film étranger en 2010.

## Synopsis

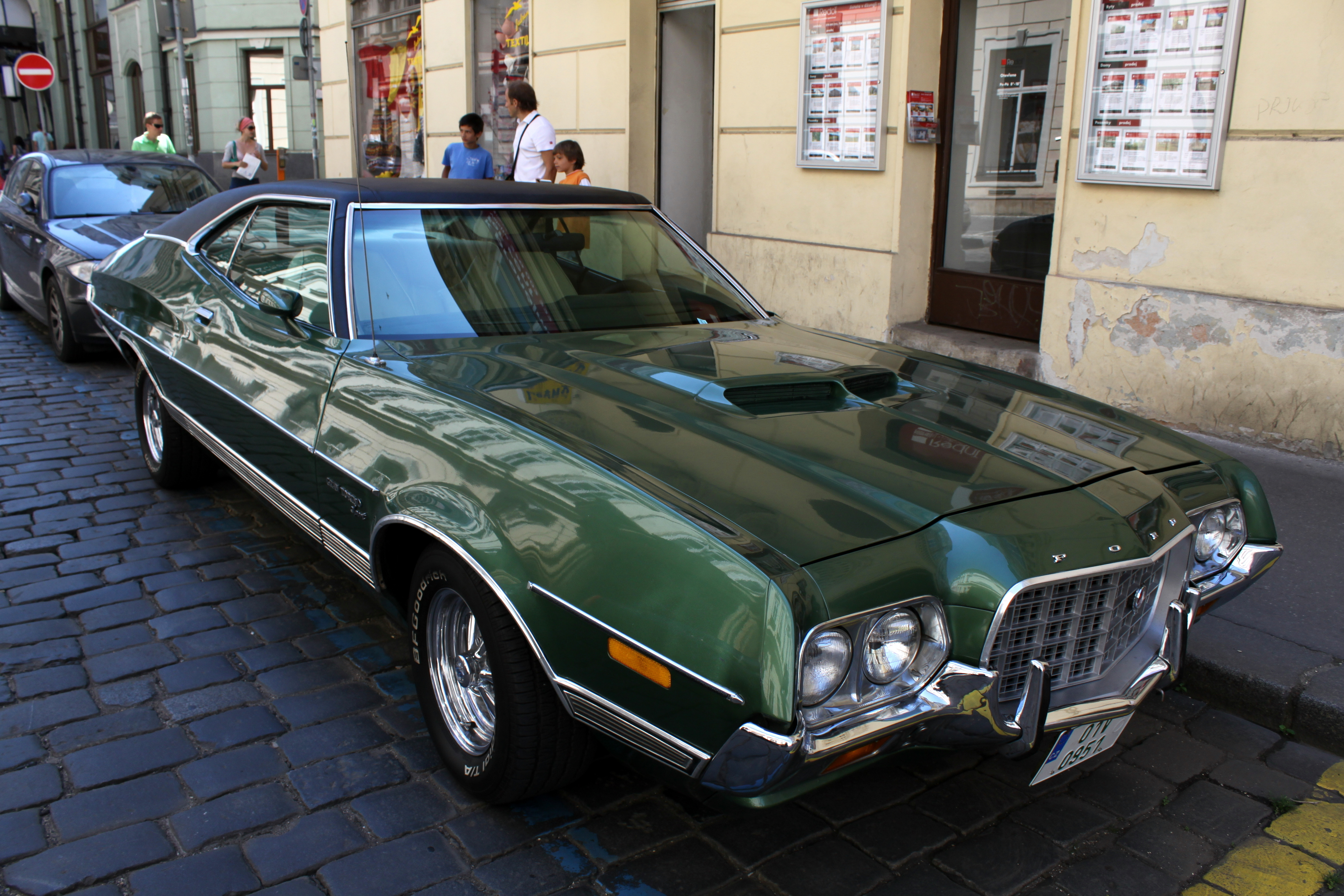
Une Ford Gran Torino semblable à celle de Walt Kowalski.

Walt Kowalski est un Polono-Américain, retraité des usines automobiles Ford et vétéran de la guerre de Corée médaillé de la Silver Star. Il vit paisiblement dans un pavillon dans la banlieue de Highland Park (Michigan), avec Daisy sa chienne labrador retriever jaune.
Jadis ouvrier, ce quartier désormais majoritairement occupé par des habitants issus, après la débâcle vietnamienne, de l'immigration hmong, est le théâtre de violences entre bandes criminelles.
Durant la cérémonie de funérailles de sa femme, Walt est stupéfait par le caractère superficiel de l'éloge de sa femme que fait le jeune curé ainsi que de l'absence de considération de ses propres fils, Mitch et Steve, tous deux préoccupés par leurs propres problèmes et leurs propres familles. De plus, le vieil homme montre des signes de faiblesse, qui semblent être interprétés comme une aubaine : ses fils guettent l'héritage.
Au grand dam de Walt, ses voisins, les Vang Lor, sont une famille Hmong. Sue et son frère Thao sont les deux adolescents de la famille. Thao, un jeune homme introverti, apparaît en premier comme la cible d'un gang de Mexicains, qui le couvrent de toutes sortes d'insultes et de menaces. Sauvé par le gang hmong local, il subit les pressions de son cousin pour rejoindre le gang en question. Après un premier refus, il accepte finalement le lendemain. Pour ce faire, il est contraint à une initiation : voler la voiture de collection de Kowalski, une Ford Gran Torino de 1972, son bien le plus précieux. Mais le vieil homme, armé d'un fusil M1 Garand, fait fuir Thao.
Pendant ce temps, le père Jonavich rend visite à Walt régulièrement : il souhaite tenir la promesse qu'il avait faite à la femme de Walt de veiller sur lui et le confesser. Vieux bougon, Walt est peu disposé à se montrer aimable, mais s'ouvre peu à peu, révélant qu'il est toujours hanté par ses souvenirs de la guerre de Corée.
La pression exercée par le gang hmong pèse de plus en plus lourdement sur Thao. Les gangsters deviennent violents. Quand la famille de Thao et d'autres voisins hmong tentent de les repousser, la bagarre déborde sur la pelouse de Walt. Furieux, celui-ci met en joue les membres du gang avec son fusil et ces derniers se retirent. La famille hmong, mais aussi tout le voisinage ne cessera de lui en être reconnaissant et Thao admet qu'il a essayé de voler la Gran Torino. Walt, souhaitant perpétuer sa tranquillité, tente sans succès de rejeter les cadeaux qui lui sont dès lors continuellement apportés par ses voisins. Plus tard, Sue se fait bloquer le chemin par un gang d'Afro-Américains. Ceux-ci écartent rapidement le lâche copain de la fille et se tournent vers cette dernière, se préparant à la violer. Heureusement, Walt passe dans le coin en revenant de chez le coiffeur, aperçoit la scène, et sauve Sue de la situation. En conséquence, Sue se lie d'amitié avec lui.
Walt se retrouve invité à un barbecue de famille le jour même de son anniversaire, alors qu'il vient à peine de mettre à la porte l'un de ses fils et sa belle-fille qui apportaient à l'occasion de leur visite des brochures et des dépliants de maisons de retraite. Il accepte l'invitation et en apprend un peu plus grâce à Sue à propos de la culture hmong, de leur alliance avec les forces armées des États-Unis durant la guerre du Viêt Nam, et de leur statut de réfugiés politiques. Pendant ce repas, Walt rencontre le shaman de la famille qui lit de la tristesse dans sa vie, et en particulier un fait du passé qu'il regrette. Plus tard, Walt améliore ses rapports avec Thao. Il lui fait faire de menus travaux dans le voisinage et lui décroche un travail dans le bâtiment. Il commence également à accepter les cadeaux que ses voisins laissent sur son porche, particulièrement les plats préparés. Walt fait un bilan médical et reçoit les résultats ; le film suggère qu'il ne lui reste plus longtemps à vivre.
Un peu plus tard, Thao est confronté, volé et agressé par le gang de son cousin en revenant de son travail. Une sourde colère amène Walt à rendre visite à un seul des membres du gang, à le battre et lui demander de passer le message de laisser Thao tranquille. Les membres du gang répondent par une fusillade depuis leur voiture sur la maison des Vang Lor. Plus tard, ils brutalisent et violent Sue ; Thao, furieux, demande à Walt de l'aider à se venger. Walt accepte mais explique qu'un plan et beaucoup de prudence sont nécessaires. Il se rend chez le coiffeur, achète un nouveau costume et confesse les trois péchés qui le torturaient depuis si longtemps. Kowalski donne ensuite sa Silver Star à Thao (qu'il avait reçue en récompense de la prise d'une mitrailleuse chinoise) puis l'enferme dans son sous-sol. C'est à ce moment de l'histoire que Walt confesse que, durant la guerre, il tua des jeunes soldats communistes de l'âge de Thao qui voulaient seulement se rendre.
Il donne ensuite les indications à Sue pour libérer Thao. Pendant qu'elle va le libérer, Walt affronte les membres du gang devant leur maison. Il prend une cigarette, la porte à sa bouche, demande du feu aux membres du gang, et met délibérément la main à l'intérieur de sa veste. Ses derniers mots sont « Je vous salue Marie, pleine de grâce ». Les membres du gang lui tirent dessus, croyant qu'il voulait dégainer une arme. Walt, criblé de balles, tombe à terre, un Zippo avec le blason de la 1re division de cavalerie dans la paume de sa main droite. Évidemment, sa mort délibérée provoque l'arrestation des membres de la bande pour l'avoir ainsi tué de sang-froid.
Walt, dans son testament, stipule qu'il lègue sa maison et ses biens à l'église, pour faire plaisir à sa défunte épouse ; sa Gran Torino revient quant à elle à son ami Thao, à condition qu'il ne la modifie pas, au grand dam de ses propres enfants.
Finalement, Thao conduit la Gran Torino avec la calme Daisy à ses côtés, sur une route au bord du lac Michigan.

## Fiche technique
- Titre original, français et québécois : Gran Torino
- Réalisation : Clint Eastwood
  - Premier assistant réalisateur : Donald Murphy
  - Second assistant réalisateur : Peter Dress
- Scénario : Nick Schenk, d'après une histoire de Dave Johannson et Nick Schenk
- Direction artistique : John Warnke
- Musique originale : Kyle Eastwood et Michael Stevens (en)
  - Chanson Gran Torino, interprété par Clint Eastwood et écrite par Clint Eastwood, Jamie Cullum, Kyle Eastwood et Michael Stevens
- Décors : James J. Murakami
- Costumes : Deborah Hopper
- Photographie : Tom Stern
- Montage : Joel Cox et Gary D. Roach
- Production : Clint Eastwood, Bill Gerber et Robert Lorenz
  - Producteurs délégués : Jenette Kahn, Tim Moore et Adam Richman
- Société de production : Malpaso Productions, Warner Bros., Double Nickel Entertainment, Gerber Pictures, Media Magik Entertainment, Village Roadshow Pictures, WV Films IV, avec l'association de Matten Productions
- Distribution : Warner Bros.
- Budget : 33 millions de dollars
- Pays d'origine :  États-Unis
- Langues originales : anglais et secondairement hmong
- Format : couleur (Technicolor) — 35 mm — 2,39:1 — son DTS / Dolby Digital / SDDS
- Genre : drame, thriller
- Durée : 116 minutes
- Dates de sortie[2] :
  - États-Unis : 17 décembre 2008 (sortie limitée), 9 janvier 2009 (sortie nationale)
  - France : 25 février 2009
- Classification :
  - États-Unis : R - Restricted
  - France : tous publics

## Distribution
- Clint Eastwood (VF : Hervé Jolly ; VQ : Hubert Fielden) : Walt Kowalski
- Christopher Carley (en) (VF : Valéry Schatz ; VQ : Philippe Martin) : le Père Janovich
- Bee Vang (VF : Thomas Sagols ; VQ : Nicholas Savard L'Herbier) : Thao, l'adolescent hmong voisin de Walt
- Ahney Her (VF : Philippa Roche ; VQ : Catherine Bonneau) : Sue, la sœur aînée de Thao
- Brian Haley (en) (VF : Frédéric Popovic ; VQ : Tristan Harvey) : Mitch Kowalski, fils de Walt
- Geraldine Hughes (VF : Solange Boulanger ; VQ : Michèle Lituac) : Karen Kowalski, femme de Mitch
- Dreama Walker (VF : Camille Donda ; VQ : Laurie Mastropietro) : Ashley Kowalski, fille de Mitch
- Brian Howe (VF : Éric Missoffe ; VQ : Denis Roy) : Steve Kowalski, fils de Walt
- John Carroll Lynch (VF : Jean-François Roubaud ; VQ : Jean-Marie Moncelet) : Martin, le coiffeur « rital »
- William Hill (VQ : Sylvain Hétu) : Tim Kennedy, le chef de chantier
- Brooke Chia Thao : Vu, la mère de Thao
- Chee Thao : la grand-mère
- Choua Kue : Youa, la jeune fille attirée par Thao
- Scott Eastwood (VF : Arthur Pestel) : Trey, l'ami de Sue
- Xia Soua Chang : Kor Khue, le xama
- Sonny Vue (VF : Fabrice Trojani ; VQ : Pierre-Étienne Rouillard) : Smokie, le leader du gang
- Doua Moua (VF : Alexandre Nguyen ; VQ : Gabriel Lessard) : Fong / Spider, le cousin de Thao membre du gang
- Cory Hardrict (VF : Mohamed Sanou ; VQ : Paul Sarrasin) : Duke, l'un des agresseurs de Sue.
- Elvis Thao, Jerry Lee et Lee Mong Vang : les membres du gang hmong

- Version française
  - Société de doublage : Dubbing Brothers
  - Direction artistique : Jenny Gérard
  - Adaptation : Marie-Christine Chevalier

Sources et légende : Version française (VF) sur AlloDoublage. Version québécoise (VQ) sur Doublage Québec

## Production

### Développement
Gran Torino est un scénario de Nick Schenk, qui s'est en partie inspiré de son expérience aux côtés d'ouvriers hmong qu'il a côtoyés dans des usines. L'histoire se déroulait initialement à Minneapolis, mais Clint Eastwood a préféré la déplacer à Détroit, la « capitale de l'automobile ».
Lorsque le projet est lancé, Gran Torino est entouré de nombreuses rumeurs. Le site américain Ain't It Cool News pense qu'il s'agit d'un nouvel épisode de la saga L'Inspecteur Harry. Dans une lettre adressée au site, une personne expliquait avoir rencontré des dirigeants de Village Roadshow Pictures à la recherche d'une Gran Torino de 1972 pour le nouveau film de Clint Eastwood. Dans cette lettre, il est écrit que c'est un film policier dans lequel Harry Callahan sort de sa retraite pour traquer l'assassin de son petit-fils policier. En conférence de presse au festival de Cannes, Clint Eastwood fait taire la rumeur en précisant qu'à 78 ans il est bien trop vieux pour reprendre du service au sein de la police.
Pour plus d'authenticité sur le choix des acteurs, Clint Eastwood a fait passer des auditions auprès de vrais Hmong non professionnels, excepté Doua Moua qui interprète Spider.

### Tournage
Le film a été tourné dans le Michigan, un État du Midwest des États-Unis :
- Détroit
- Grand Rapids
- Grosse Pointe
  - Grosse Pointe Park
- Highland Park
- Royal Oak

### Musique
La mélodie du film est composée par Clint Eastwood, que son fils Kyle Eastwood et Michael Stevens (en) ont ensuite retravaillée. La bande originale du film est relativement courte : une quinzaine de minutes. Kyle a travaillé sur la musique après que le tournage a été terminé, et après avoir vu le film, son père lui laissant alors une liberté totale de composition et lui faisant une totale confiance. Plutôt jazzman, Kyle, qui trouve que c'est une chose complètement différente que de composer des musiques de film, se fait donc aider par Michael Stevens, comme presque à chaque fois qu'il compose pour le cinéma. Il signale aussi que si son père a souvent choisi comme compositeur de ses films Lennie Niehaus, c'est parce qu'ils se connaissent depuis longtemps et ont fait leur service militaire ensemble ; ainsi, depuis sa plus tendre enfance, Kyle baigne dans la musique jazz. Sa présence sur le film Gran Torino est liée à sa disponibilité à ce moment-là.
Clint Eastwood interprète le début de la chanson sur le générique de fin, chanson dont Kyle Eastwood se dit particulièrement fier.

## Accueil

### Critiques
Lors de sa sortie en salles, Gran Torino est largement salué par la critique, aussi bien en France que dans les pays anglophones : 81 % des 237 commentaires collectés par le site Rotten Tomatoes sont positifs, avec une moyenne de 6,6⁄10, tandis que le site Metacritic lui attribue un score de 73⁄100, basé sur 34 commentaires collectés. Le site Allociné, à partir de 28 critiques répertoriées, lui attribue une moyenne de 4.7⁄5.
En février 2021, dans un contexte de recrudescence du racisme anti-asiatique, un an après le début de la pandémie de Covid-19, Bee Vang publie un billet sur le site NBC News où il dit regretter d’avoir participé au film. Même s'il concède que le film a augmenté la représentation des américains d'origine asiatique au cinéma, il considère aussi qu'il a joué un rôle dans la banalisation des violences physiques et verbales anti-asiatiques. Selon lui, « les blagues du film sur les Asiatiques ont été utilisées contre nous et nous ont poussés à la soumission silencieuse ».

### Box-office
Gran Torino a d'abord connu une sortie limitée aux États-Unis le 12 décembre 2008 dans six salles, engrangeant 271 720 $ de recettes le premier week-end d'exploitation, pour une moyenne de 45 287 $ par salle et une vingtième place au box-office. En première semaine, le long-métrage totalise 391 639 $ de recettes, pour une moyenne de 65 273 $, gardant ainsi sa vingtième position. Pour son second week-end en salles, Gran Torino obtient treize salles supplémentaires, lui permettant d'engranger 468 221 $, avec un ratio de 24 643 $ par salles, affichant une hausse de 72,3 %, et de le voir monter à la dix-huitième place du box-office. Au cours de cette période, il a récolté un total de 859 860 $.
Au 25 décembre 2008, le film passe à 84 salles, ce qui lui permet de réaliser une recette de 1 506 404 $ en seconde semaine, avec une hausse de 285 % et une moyenne de 17 933 $ par salles. Après deux semaines, Gran Torino engrange un total de 1 898 043 $ au cours de son exploitation.
En France, le film totalise 3 411 031 d'entrées à la fin de son exploitation, dont 1 096 826 entrées à Paris. Il se classe à la 10e place des meilleurs film au box-office et à la 5e place sur allociné, dans la catégorie Meilleurs films de tous les temps.
| Pays ou région    | Box-office        | Date d'arrêt du box-office | Nombre de semaines |
| ----------------- | ----------------- | -------------------------- | ------------------ |
| États-Unis Canada | 148 095 302 $     | 18 juin 2009               | 27                 |
| France            | 3 411 031 entrées | 19 août 2009               | 26                 |
| Total mondial     | 269 958 228 $     | 19 juin 2009               | 27                 |

## Distinctions
Source : Internet Movie Database

### Récompenses
- 9e cérémonie des American Film Institute Awards :
  - Film de l'année
- National Board of Review Awards 2008 :
  - Meilleur acteur pour Clint Eastwood
  - Top Ten Films
  - Meilleur scénario original pour Nick Schenk
- ASCAP Film and Television Music Awards 2009 :
  - Top Box Office Films pour Kyle Eastwood et Michael Stevens
- David di Donatello 2009 :
  - Meilleur film étranger
- Hōchi Film Awards 2009 :
  - Meilleur film étranger
- 35e cérémonie des César :
  - Meilleur film étranger
- Nippon Akademī-shō 2010 :
  - Meilleur film étranger
- Blue Ribbon Awards 2010 :
  - Meilleur film étranger
- Fotogramas de Plata 2010 : 
  - Meilleur film étranger
- Kinema Junpō Awards 2010 :
  - Meilleur film étranger
  - Meilleur réalisateur pour Clint Eastwood
- Prix du film Mainichi 2010 :
  - Meilleur film étranger

### Nominations
- 21e cérémonie des Chicago Film Critics Association Awards :
  - Meilleur acteur pour Clint Eastwood
- 4e cérémonie des Austin Film Critics Association Awards :
  - Meilleur film
- 66e cérémonie des Golden Globes :
  - Meilleure chanson originale pour la chanson Gran Torino
- 35e cérémonie des Saturn Awards :
  - Meilleur film d'action, d'aventures ou thriller
- Art Directors Guild Awards 2009 :
  - Meilleurs décors d'un film contemporain
- 14e cérémonie des Critics' Choice Movie Awards :
  - Meilleur acteur pour Clint Eastwood
- 44e cérémonie des National Society of Film Critics Awards : Meilleur acteur pour Clint Eastwood